# Zale smithi
Zale smithi là một loài bướm đêm trong họ Erebidae.